# Atheta novaescotiae
Atheta novaescotiae är en skalbaggsart som beskrevs av Jan Klimaszewski, Majka in Klimaszewski, Majka och David Langor 2006. Atheta novaescotiae ingår i släktet Atheta och familjen kortvingar. Inga underarter finns listade i Catalogue of Life.